# Зона Азії/Океанії Кубка Федерації 2007
Asia/Oceania Zone was one of three zones of regional competition in the Кубок Федерації 2007.

## Group I
- Venue: Scenic Circles Hotel Tennis Centre, Christchurch, Нова Зеландія (outdoor hard)
- Date: 16–21 квітня

The ten teams were divided into two pools of five teams. The top teams of each pool played-off against each other to decide which nation progresses to the Світова група II Play-offs.

### Pools
Шаблон:5TeamRR
Шаблон:5TeamRR

### Play-offs
| Placing   | A Team         | Рахунок | B Team            |
| --------- | -------------- | ------- | ----------------- |
| Promotion | Таїланд        | 0–3     | Китайський Тайбей |
| 3-тє–4th  | Узбекистан     | 3–0     | Індія             |
| 5th–6th   | Гонконг        | 1–2     | Нова Зеландія     |
| 7th–8th   | Південна Корея | 3–0     | Казахстан         |
| 9th–10th  | Сінгапур       | 3–0     | Йорданія          |

- Китайський Тайбей advanced to the World Group II Play-offs.[1]

## Withdrawals
Sri Lanka і Syria were scheduled to compete, but знялись because of a terrorist threat.